# Jules Wabbes
Jules Wabbes (Sint-Gillis, 18 maart 1919 – 29 januari 1974) was een Belgische meubelontwerper en interieurarchitect. Veel van zijn ontwerpen zijn ondergebracht in de Collectie Wabbes.

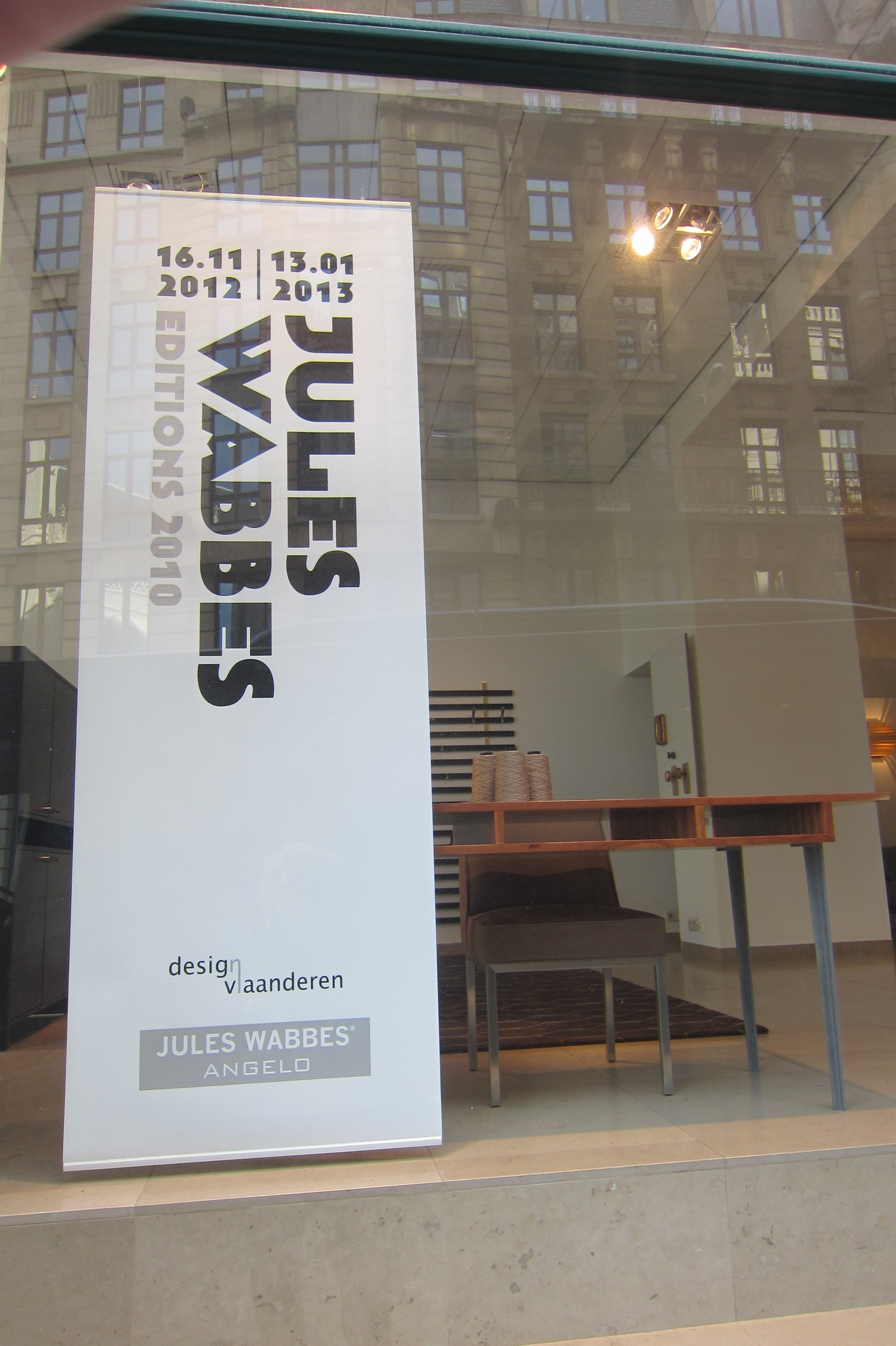
Tentoonstelling BOZAR, Brussel 2012 met meubel Gérard Philipe
(in samenwerking met Design Vlaanderen)

## Levensloop

### Jeugd
J.J. Wabbes of Jules Jean Sylvain Wabbes werd geboren in Sint-Gillis. Hij ondertekende vaak met J.J. Wabbes. Hij was de zoon van drogist Henri Justin Gommaire Wabbes (1874-1959) en Rachel Pintens (1890-1946).  De familie was afkomstig van Mechelen en oefende het beroep uit van binnenschipper of houthandelaar. Ze behoorde tot de kleine, maar deftige burgerij.

### Vorming
Op zestienjarige leeftijd verliet Wabbes de schoolbanken en ging hij in de leer bij fotograaf-portrettekenaar Stone in Brussel en later bij Alban. Rond 1937 werd hij zelfstandig fotograaf en vestigde zijn atelier aan de Charleroisteenweg in Brussel in de drogisterij van zijn vader. Hij fotografeerde de mensen op de renbanen, in privé-clubs en op feestjes. Op 15 september 1938 startte hij zijn militaire dienstplicht. In mei 1940 werd hij gemobiliseerd en op 18 augustus zwaaide hij af in Pompignan. Tijdens de oorlog vervoegde hij het toneelgezelschap les Comédiens routiers belges,  opgericht door een lekenbeweging van de scouts. Hij was er verantwoordelijk voor de ravitaillering en moest elke dag een onderdak vinden voor het gezelschap. Af en toe speelde hij een figurantenrol. Hij ontmoette er Jacques Huisman, later directeur van het “Théatre National de Belgique” en  Louise Carrey, toneelspeelster en muzikante,  die gehuwd was met de Franse abstracte schilder Georges Carrey (1902-1953).

### Loopbaan

#### Antiquair en restaurator
Aan het einde van de Tweede Wereldoorlog opende Wabbes samen met Louise Carrey een antiekzaak aan de Charleroisteenweg in Brussel. Wabbes verstond de kunst om interessante voorwerpen op de kop te tikken, waar anderen geen belangstelling voor hadden. Sommige klanten vroegen om raad bij het plaatsen van de meubelen en zo begon Wabbes met binnenhuisinrichting. Zijn voorkeur ging naar oude meubelen of meubelen die met recuperatiemateriaal vervaardigd werden: oude bedden, balkons in smeedijzer. Hij opende een restauratie-atelier en verdiepte zich in de constructietechnieken van oud meubilair. Zijn vrienden uit het kunstenaarsmilieu moedigden hem aan om over te gaan tot hedendaagse ontwerpen.

#### Mobilier Universel en GEDE
Door zijn samenwerking met architect André Jacqmain stootte Jules Wabbes door naar grootschalige opdrachten voor architectuur- en interieurontwerp van banken en kantoorgebouwen. Zijn bekendste projecten zijn het gebouw van Foncolin (ca. 1954), Glaverbel (ca. 1966-68) en La Générale de Banque (BNP Paribas Fortis) (ca. 1971-73).  Al in 1957 richtte Wabbes zijn eigen bedrijf op, Mobilier Universel. Omdat hij in die tijd frequent door de Verenigde Staten reisde, produceerde Mobilier Universel ook Amerikaanse ontwerpen. Deze nauwe band gaf Wabbes de kans om de Amerikaanse ambassades in Den Haag, Dakar en Rabat te ontwerpen. Enkele jaren later verliet hij echter zijn bedrijf omdat de drang naar winstbejag het overnam van de kwaliteit. In 1969 richtte hij daarom General Decoration (GEDE) op. Het bedrijf maakt tot vandaag gecertificeerde metaal-, brons- en staalaccessoires volgens Wabbes' kwaliteitsprincipes en daarom volledig geproduceerd in België.

#### Academische loopbaan
In 1971 werd Wabbes professor aan het Sint-Lucasinstituut te Brussel. Hij gaf er les aan de studenten architectuur. Op 54-jarige leeftijd werd Wabbes getroffen door kanker. Hij stierf op 29 januari 1974.

### Privé
Op 3 februari 1960 ging  Jules Wabbes een tweede huwelijk aan met Marie Wabbes, tekenares en illustratrice van kinderboeken. Het koppel kreeg vier kinderen. In 1965 namen ze hun intrek in een negentiende-eeuwse notabelenwoning van een klein dorp in Waals-Brabant. De voorwerpen, afkomstig van zijn familie of zelf verzameld, vonden er hun juiste plaats te midden van zijn eigen ontwerpen. Op 8 april 1965 werd Wabbes benoemd tot Ridder in de Kroonorde.

## Stijl
Wabbes werd door zijn carrière als antiquair beïnvloed tot een klassieke benadering van (interieur)architectuur en meubelontwerp, die volgens hem tijdloos moesten zijn. Van cruciaal belang is daarom de kwaliteit van het materiaal. Wabbes' meubel- en interieurontwerpen bestaan steeds uit pure materialen van hoge kwaliteit. Hij verkoos brons, koper en staal. Zijn bureaus (bv. Foncolin), stoelen (bv. Louise) en kasten (bv. Papillon) zijn vaak vervaardigd uit exotisch hout met accenten en kaders van (roestvrij) staal. De ontwerpen van General Decoration (verderzetting van oude ontwerpen door Wabbes) worden gekenmerkt door zowel gepolijste messing als gepatineerd of ruw brons, die mooi in dialoog gaan met warme, houten elementen.

## Belangrijkste werken
Jules Wabbes was gespecialiseerd in de inrichting van kantoren en bedrijven. Hij hield zich ook bezig met de inrichting van schepen, van privé-woningen en van studentenverblijven.

### De jaren 50
1951In een huis aan het nummer 34 van de Boomkwekerijstraat in Brussel richtte Jules Wabbes een studiebureau op voor architectuur en industrieel design. Hij startte een samenwerking met architect André Jacqmain. De eerste opdrachten waren winkelinrichtingen en bekledingen.
1952Eerste lattenmeubelen. Jules Wabbes wilde een duurzaam materiaal gebruiken. Hij koos massief hout, wat echter heel wat problemen stelt bij het gebruik; er doen zich spanningen voor en aan de oppervlakte verschijnen barsten. Wabbes gebruikte platen uit mechanisch gekalibreerde latten met rechte hoekverbindingen, die zonder nagels of schroeven met elkaar verlijmd worden, volgens een traditionele assemblagetechniek eigen aan de bouwsector, maar aangepast aan de moderne werktuigen (schaven, persen). In het meubelwerk verving de assemblage met rechte hoekverbindingen die met zwaluwstaarten, die voorbehouden was aan de verzorgde afwerking van laden, kleine koffers of vakkenkastjes. Voor Wabbes werd de decoratieve waarde van een meubel bepaald door de manieren om hout in elkaar te zetten. Uit de vakkenkasten zijn verschillende modellen van tafels, bibliotheken, bijzetmeubelen en schrijfmeubelen ontstaan.
1954Jules Wabbes werd als industrieel designer gekozen door de Belgische luchtvaartmaatschappij Sabena, om de binneninrichting van de vliegtuigen te bestuderen. Hij werd door Convair en Douglas belast met het uitwerken van voorstellen in verband met kleuren, stoffen en decoratie van vliegtuigtypes (DC-6B en DC-7C). Wabbes werkte samen met de ingenieurs van Sabena. Hij werd naar Santa Monica in Californië gestuurd voor een bezoek aan de fabrieken van Douglas Aircraft Company en naar San Diego bij Convair.
Datzelfde jaar werd het bureau verder in beslag genomen voor een ambitieus project: de constructie en de bekleding van een groot administratief gebouw, het Foncolin (Fonds Colonial des Invalidités). Het gebouw, gelegen op de hoek van de Montoyer- en de Handelsstraat, werd in 1959 officieel ingehuldigd en was helemaal ingericht door Jules Wabbes, die elke fase in het bouwproces nauw opvolgde met André Jacqmain, Victor Mulpas en Jacques Boccard.
1955Ontmoeting in oktober met Philip Johnson, theoreticus en aanhanger van de “International Style” om nadien zelf postmodernisme te worden.
1957XI° Triënnale van Milaan, Zilveren medaille voor zijn lattenmeubelen: boekenkast, tafel “Gérard Philipe”, bureau en lamp; Om een regelmatige productie te waarborgen en een betere verspreiding van zijn creaties te verzekeren, stichtte Jules Wabbes op 13 augustus zijn eigen maatschappij: Le Mobilier Universel.
1959Inrichting van de nieuwe ambassade van de Verenigde Staten in Den Haag, naar een ontwerp van Marcel Breuer. Grote bestelling van het Departement of State in Washington voor het inrichten en bemeubelen van de nieuwe Amerikaanse ambassade. Wabbes wordt aangewezen om in Europa de meubelen te laten maken die Edward J. Wormley voor het bedrijf Dunbar in Amerika had ontworpen. Het Wabbes meubilair werd eveneens goedgekeurd door het Foreign Building Office (FBO). Levering van de meubelen aan de Amerikaanse ambassade in Rabat en Dakar.

### De jaren 60
1960XII° Triënnale van Milaan. Gouden en Zilveren medaille voor zijn schoolmeubilair in gebogen hout.  In Brussel verzorgde hij  in samenwerking met André Jacqmain en Victor Mulpas de inrichting van de Grote Zaal en de Foyer van het Théatre National de Belgique, gebouwd door Jacques Cuisinier (werken voortgezet tot 1961)
1961In Brussel leverde hij het meubilair voor het kabinet van de Eerste Minister en voor de Minister van buitenlandse Zaken; In München ontving hij tijdens de Internationale Meubelbeurs “Die Wohnung International” een erediploma voor zijn bijdrage. Competitie tussen 16 deelnemende landen. Meubilair voor de ambassade van de Verenigde Staten in Tanger en in Port-au-Prince.
1963Eerste Prijs voor Hout voor de barinrichting van “Drugstore Louise” in de Galerie Louise te Brussel.
1963/1964In Temse (België) werk voor de scheepswerven J. Boel en Zonen.  Gebruik van uitsluitend multiplex, dat gemakkelijk ter plekke kon worden gemonteerd en dat mankracht uitspaarde. Inrichting van het salon van de reder op de Patigny; de slaapzaal met bedden van de ferryboot Reine Fabiola; inrichting van een klaslokaal op de  Eeklo, schoolschip voor Cadetten.
1965Inrichting van een gelijkvloers in de Louisa-wijk in Brussel.
Zeebrugge: appartement voor HH.MM. De Koning en de Koningin der Belgen op het schip van de Zeemacht le Godetita, in samenwerking met de scheepswerven Jos. Boel en Zoon in Temse.
1966-68Brussel, Terhulpsesteenweg, directielokalen van de maatschappelijke zetel van Glaverbel. (nu AGC Glass Europe) Architecten: Renaat Braem, A. Jacqmain, Pierre Guillissen, Victor Mulpas.
1968Brussel: Gemeentekrediet van België: inrichting van de directiekantoren van de maatschappelijke zetel
1969Knokke-Zoute, Noordhinder, zeedijk nr. 821-822: inrichting van een villa opgetrokken door henry van de Velde. Oprichting van Général Décoration, een maatschappij voor de productie en commercialisatie van lampen en metalen toebehoren.

### De jaren 70
1970Belgisch paviljoen op de Wereldtentoonstelling van 1970 in Osaka, in samenwerking met André Jacqmain. Creatie van een grote zeshoekige luchter en inrichting van het restaurant. Meubilair en inrichting van de vergaderzalen en directiekantoren van de Royale belge. Architecten: P. Dufau en F. Stapels.
1971/1973Raadgever voor de inrichting van de lokettenzaal, kofferzaal, liftenhal en directiekantoren van de Generale Bankmaatschappij in Brussel. Architecten: Van Kuyck, Guillissen, Housiaux.
Diverse projecten voor  de UCL in Louvain-la-Neuve: inrichting van de Bibliothèque des Sciences opgetrokken door Jacqmain en het Atelier de Genval en van de kantoren voor de rector en de bestuurder. Huisvesting (kamers en studio's) voor studenten, opgetrokken door verschillende architecten, o.a. Fettweiss, Guillissen, Lemaître, Vancoppenolle, Noterman-Coulon, Humblet.

## Recente tentoonstellingen
- Jules Wabbes. Furniture Designer. Van 17 oktober 2012 t/m 13 januari 2013 in het  Paleis voor Schone Kunsten te Brussel.[4]
- Jules Wabbes. Editions 2010, van 16 november 2012 t/m 13 januari 2013 in de Design Vlaanderen Galerie, Brussel.[5]